# Xeropigo
Genre
Xeropigo est un genre d'araignées aranéomorphes de la famille des Corinnidae.

## Distribution
Les espèces de ce genre se rencontrent en Amérique.

## Liste des espèces
Selon World Spider Catalog (version 19.0, 17/05/2018) :
- Xeropigo aitatu Carvalho, Shimano, Candiani & Bonaldo, 2016
- Xeropigo brescoviti De Souza & Bonaldo, 2007
- Xeropigo cajuina Carvalho, Shimano, Candiani & Bonaldo, 2016
- Xeropigo camilae De Souza & Bonaldo, 2007
- Xeropigo candango De Souza & Bonaldo, 2007
- Xeropigo canga Carvalho, Shimano, Candiani & Bonaldo, 2016
- Xeropigo cotijuba De Souza & Bonaldo, 2007
- Xeropigo crispim Carvalho, Shimano, Candiani & Bonaldo, 2016
- Xeropigo oxente Carvalho, Shimano, Candiani & Bonaldo, 2016
- Xeropigo pachitea De Souza & Bonaldo, 2007
- Xeropigo perene De Souza & Bonaldo, 2007
- Xeropigo piripiri Carvalho, Shimano, Candiani & Bonaldo, 2016
- Xeropigo rheimsae De Souza & Bonaldo, 2007
- Xeropigo smedigari (Caporiacco, 1955)
- Xeropigo tridentiger (O. Pickard-Cambridge, 1870)
- Xeropigo ufo Carvalho, Shimano, Candiani & Bonaldo, 2016

## Publication originale
- O. Pickard-Cambridge, 1882 : On new genera and species of Araneidea. Proceedings of the Zoological Society of London, vol. 1882, p. 423-442 (texte intégral).